# هال نوريس
هال نوريس (بالإنجليزية: Hal Norris)‏ هو لاعب كرة قدم أمريكية أمريكي، ولد في 4 نوفمبر 1931 في باتون روج في الولايات المتحدة.

## وصلات خارجية
- هال نوريس على موقع مرجع كرة القدم المحترفة.كوم (الإنجليزية)